# Dani Sánchez-López
Daniel Sánchez-López (Jerez de la Frontera, 1981), más conocido como Dani SaLo, es un director de fotografía, director y actor español afincado en Los Ángeles.

## Biografía
Tenía siete años cuando decidió dedicarse al cine. Al principio se sintió atraído por la actuación, pero luego cambió su atención a la escritura, dirección y edición después de darse cuenta de que los actores interpretaban líneas escritas por otros. Finalmente, descubrió su amor por la cinematografía durante sus estudios en la Universidad Chapman en California.
Se graduó de Dodge College of Film and Media Arts con una maestría en producción cinematográfica en 2009. Después de completar sus estudios, se fue a trabajar a Asia debido a las limitadas oportunidades laborales en Los Ángeles. Allí colaboró con otros exalumnos de aquella institución educativa, Ammar Rasool y Mian Adnan Ahmad. Dirigió el vídeo musical Aik Tha Badshah para el grupo de rock paquistaní Noori. El vídeo fue bien recibido y fue nominado a Mejor Vídeo Musical en los Premios Hum en 2015.
Ha trabajado en San '75, Tamanchey, Detective Byomkesh Bakshy! y Dil Dhadakne Do. Su carrera en el cine indio dio un giro importante en abril de 2017, cuando el director Nag Ashwin lo invitó a unirse al equipo de Mahanati, una película biográfica de la icónica actriz del sur de la India Savitri. Su enfoque para capturar la era dorada del cine telugu y tamil estuvo influenciado por el trabajo del director de fotografía Marcus Bartley en Mayabazar y otros. Uno de los aspectos de su trabajo en Mahanati fue la decisión de filmar partes de la película en formato Super 16 mm para darle una apariencia de los años 1980. Su trabajo en Mahanati fue muy elogiado, incluido el elogio del cineasta Singeetham Srinivasa Rao.
Después de Mahanati, regresó a Los Ángeles para trabajar en The MisEducation of Bindu. Tras su colaboración con Nag Ashwin en Mahanati, fue inicialmente convocado para el siguiente proyecto de Ashwin, Kalki 2898 AD. Sin embargo, fue finalmente reemplazado por Djordje Stojiljkovic. Su trabajo en Virata Parvam (2022) está influenciado por cineastas y directores de fotógrafía, inspirándose en El espejo y Stalker de Andréi Tarkovski y las obras de Janusz Kaminski y Emmanuel Lubezki. Siente un particular desdén por filmar en ambientes de estudio, prefiriendo los desafíos de las locaciones reales, donde se adapta a las condiciones de iluminación natural y a las limitaciones físicas del entorno. También realiza talleres y clases magistrales en instituciones destacadas, entre ellas el Instituto de Cine y Televisión de la India y la Universidad Chapman.

## Filmografía
| Año  | Película                                | Idioma  | Notas                                                   |
| ---- | --------------------------------------- | ------- | ------------------------------------------------------- |
| 2014 | Tamanchey                               | Hindi   | [ 12 ]                                                  |
| 2017 | San' 75 Pachattar                       | Hindi   | Película inédita                                        |
| 2018 | Ishqeria                                | Hindi   | [ 13 ]                                                  |
| 2018 | Mahanati                                | Télugu  | [ 14 ]                                                  |
| 2019 | The MisEducation of Bindu               | Inglés  | [ 15 ]                                                  |
| 2022 | Virata Parvam                           | Télugu  | [ 11 ]                                                  |
| 2022 | @Buddhistandqueer: Del sari a la túnica | Español | Documental, Mejor cortometraje en los Premios LGCM 2022 |
| 2024 | Operación Barrio Inglés                 | Español | Serie de televisión                                     |

### Videos musicales
| Año  | Título             | Película/Álbum              | Idioma | Notas                                    |
| ---- | ------------------ | --------------------------- | ------ | ---------------------------------------- |
| 2015 | Aik Tha Badshah    | Begum Gul Bakaoli Sarfarosh | Hindi  | Como codirector y director de fotografía |
| 2015 | Calcutta Kiss Song | Detective Byomkesh Bakshy!  | Hindi  | Como director y director de fotografía   |